# اتفاقيات ماساندرا

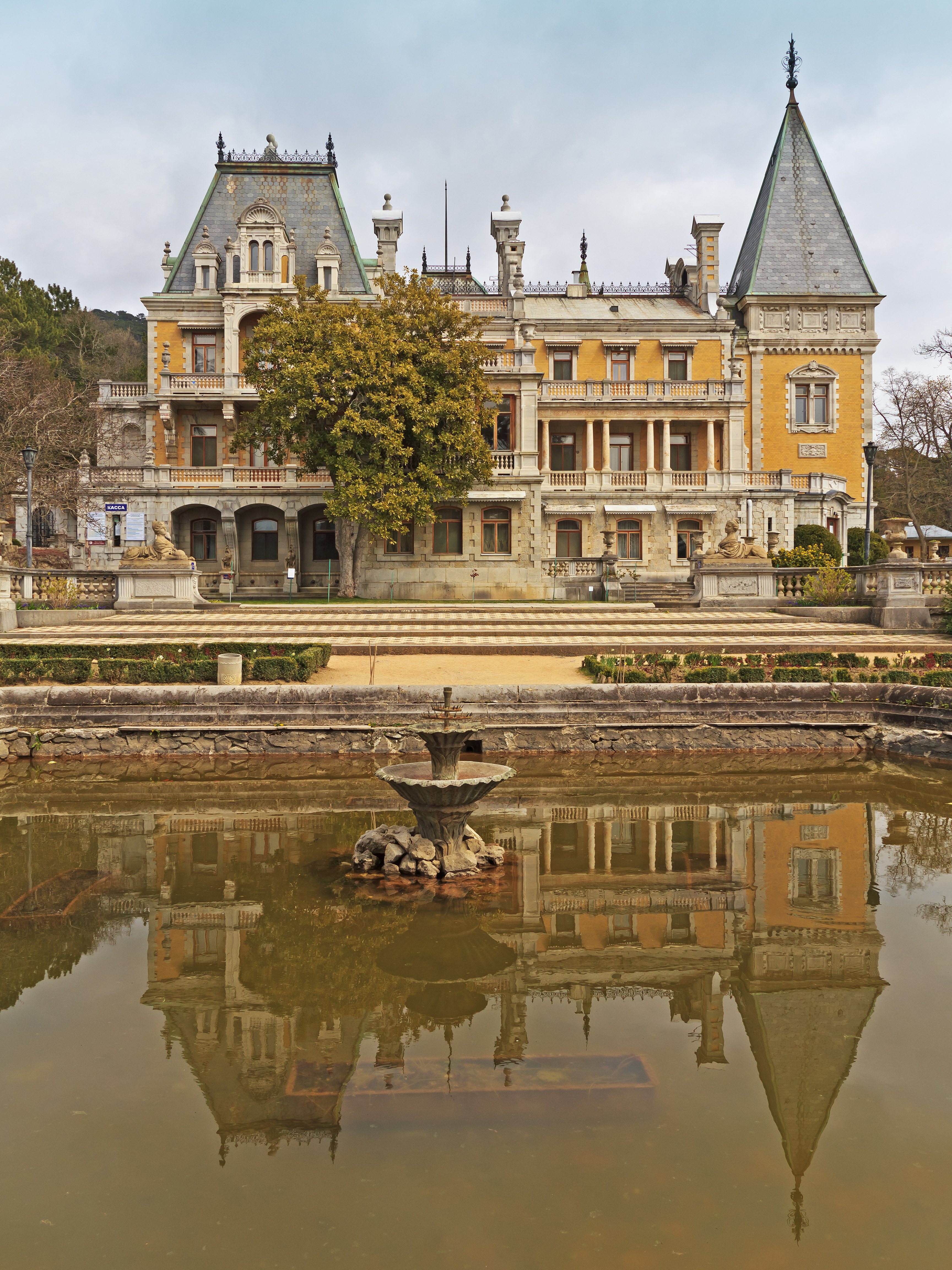
اتفاقيات ماساندرا هي مجموعة من أربع اتفاقيات رسمية تم توقيعها في في مقر الإقامة الرسمي للحكومة الأوكرانية قصر ماساندرا في يالطا أوكرانيا

اتفاقيات ماساندرا هي مجموعة من أربع اتفاقيات رسمية تم توقيعها في 3 سبتمبر 1993 بين أوكرانيا والاتحاد الروسي نتيجة للمفاوضات التي جرت في مقر الإقامة الرسمي للحكومة الأوكرانية قصر ماساندرا في يالطا أوكرانيا. الاتفاقات المتعلقة بتسوية قضايا استخدام الأسلحة النووية الموجودة على أراضي أوكرانيا. وهي:
- بروتوكول بشأن تسوية قضايا أسطول البحر الأسود (وقع في موسكو).[1]
- المبادئ الأساسية لاستخدام الأسلحة النووية للقوات النووية الاستراتيجية الموجودة في أوكرانيا.[2]
- اتفاقية بين حكومة الاتحاد الروسي وحكومة أوكرانيا بشأن استخدام الرؤوس الحربية النووية.[3]
- اتفاق بين أوكرانيا والاتحاد الروسي بشأن تنفيذ إشراف مؤكد وموثوق لتشغيل أنظمة الصواريخ الاستراتيجية للقوات الاستراتيجية الموجودة على أراضيها.[4]